# A. W. Sandberg
Pour les articles homonymes, voir Sandberg.
Anders Vilhelm Wilian Sandberg, plus connu sous le nom de A. W. Sandberg (né le 22 mai 1887 à Viborg, au Danemark et mort le 27 mars 1938 à Bad Nauheim, en Allemagne), est un réalisateur et scénariste danois.

## Biographie
A. W. Sandberg a réalisé 42 films entre 1914 et 1937.
Il est le père du réalisateur Henrik Sandberg.

## Filmographie
- 1920 : Les Quatre Diables (de) (Die Benefiz-Vorstellung der vier Teufel)
- 1922 : Les Grandes Espérances (da) (Store Forventninger)
- 1922 : David Copperfield (en)
- 1924 : La Petite Dorrit (en) (Lille Dorrit)
- 1926 : Klovnen
- 1928 : Un Mariage sous la Terreur (Revolutionshochzeit)
- 1933 : 5 raske piger (en)